# Crocus nudiflorus
Crocus nudiflorus là một loài thực vật có hoa trong họ Diên vĩ. Loài này được Sm. miêu tả khoa học đầu tiên năm 1798.